# Les Enquêtes du commissaire Winter
Les Enquêtes du commissaire Winter (Kommissarie Winter) est une série télévisée suédoise adaptée des polars de Ake Edwardson, considéré comme l'un des maîtres du polar scandinave. Sa diffusion en Suède sur la chaîne SVT1 a lieu de novembre 2001 à mai 2010.
La troisième saison est diffusée en France sur Arte à partir de mars 2012.

## Distribution

### Saisons 1-2 (2001-2004)
- Johan Gry (sv) : le commissaire Erik Winter
- Krister Henriksson : Bertil Ringmar
- Ulricha Johnson (sv) : Angela Winter
- Lennart Jähkel (sv) : Fredrik Halders
- Niklas Hjulström (sv) : Bergenhem
- Maria Kuhlberg (sv) : Aneta Djanali
- Pierre Lindstedt (sv) : Möllerström
- Iwar Wiklander : Birgersson
- Mona Malm : Siv Winter

### Saison 3 (2010)

#### Principaux
- Magnus Krepper (VF : Pierre Tessier) : le commissaire Erik Winter
- Peter Andersson (VF : Michel Papineschi) : Bertil Ringmar
- Jens Hultén (VF : Serge Faliu) : Fredrik Halders
- Sharon Dyall (sv) (VF : Annie Milon) : Aneta Djanali
- Amanda Ooms (VF : Danièle Douet) : Angela Winter
- Victor Trägårdh (sv) (VF : Yoann Sover) : Lars Bergenheim
- Stig Engström (sv) (VF : Vincent Violette) : Öberg

#### Secondaires
- Tilde Kamijo : Elsa Winter
- Dellie Kamijo : Lilly Winter
- Anna Åström (VF : Cécile Marmorat) : Beatrice
- Stefan Gödicke (VF : Emmanuel Gradi) : Micke

 Source et légende : version française (VF) sur RS Doublage

## Liste des épisodes

### Saison 1 (2001)
1. Dans med en ängel, d'après le roman Danse avec les anges (1re partie) - diffusion originale le 9 novembre 2001
2. Dans med en ängel (2e partie) - diffusion originale le 16 novembre 2001
3. Rop från långt avstånd, d'après le roman Un cri si lointain (1re partie)- diffusion originale le 23 novembre 2001
4. Rop från långt avstånd (2e partie) - diffusion originale le 30 novembre 2001
5. Sol och skugga, d'après le roman Ombre et Soleil (1re partie) - diffusion originale le 7 décembre 2001
6. Sol och skugga (2e partie) - diffusion originale le 14 décembre 2001

### Saison 2 (2004)
1. Låt det aldrig ta slut (1re partie) - diffusion originale le 4 février 2004
2. Låt det aldrig ta slut (2e partie) - diffusion originale le 13 février 2004
3. Himlen är en plats på jorden (1re partie) - diffusion originale le 20 février 2004
4. Himlen är en plats på jorden (2e partie) - diffusion originale le 27 février 2004
5. Segel av sten (1re partie) - diffusion originale le 5 mars 2004
6. Segel av sten (2e partie) - diffusion originale le 12 mars 2004

### Saison 3 (2010)
Cette saison est diffusée originellement de mars à mai 2010 sur SVT1 en Suède puis à partir de mars à avril 2012 sur Arte en France et en Allemagne.
1. Ce doux pays (Vänaste land) - 1re partie
2. Ce doux pays (Vänaste land) - 2e partie
3. Chambre n°10 (Rum nummer 10) - 1re partie
4. Chambre n°10 (Rum nummer 10) - 2e partie
5. Presque mort (Nästan död man) - 1re partie
6. Presque mort (Nästan död man) - 2e partie
7. Le Dernier Hiver (Den sista vintern) - 1re partie
8. Le Dernier Hiver (Den sista vintern) - 2e partie